# Solanum jamaicense
Solanum jamaicense är en potatisväxtart som beskrevs av Philip Miller. Solanum jamaicense ingår i släktet skattor som ingår i familjen potatisväxter. Inga underarter finns listade i Catalogue of Life.